# Wioślarstwo na Letnich Igrzyskach Olimpijskich 1928 – dwójka ze sternikiem mężczyzn
Rywalizacja w dwójkach ze sternikiem mężczyzn w wioślarstwie na Letnich Igrzyskach Olimpijskich 1928 rozgrywana była między 3 a 10 sierpnia 1928 we wsi Sloten.
Do zawodów zgłoszonych zostało 6 osad.

## Wyniki

### Runda 1
Zwycięzcy każdego z biegów awansowali do dalszej rundy. Przegrana osada brała udział w repasażach.
| Bieg 1  | Bieg 1            | Bieg 1                                              | Bieg 1 | Bieg 1 |
| Miejsce | Narodowość        | Zawodnik                                            | Czas   | Kwal.  |
| ------- | ----------------- | --------------------------------------------------- | ------ | ------ |
| 1       | Szwajcaria        | Hans Schöchlin Karl Schöchlin Hans Bourquin         | 8:41,2 | Q      |
| 2       | Francja           | Armand Marcelle Édouard Marcelle Henri Préaux       | 8:41,4 |        |
| Bieg 2  |                   |                                                     |        |        |
| Miejsce | Narodowość        | Zawodnik                                            | Czas   | Kwal.  |
| 1       | Belgia            | Léon Flament François De Coninck Georges Anthony    | 8:58,4 | Q      |
| 2       | Holandia          | Tjapko van Bergen Cornelis Dusseldorp Hendrik Smits | DNF    | DNF    |
| Bieg 3  |                   |                                                     |        |        |
| Miejsce | Narodowość        | Zawodnik                                            | Czas   | Kwal.  |
| 1       | Włochy            | Pier Luigi Vestrini Renzo Vestrini Cesare Milani    | 8:42,0 | Q      |
| 2       | Stany Zjednoczone | Augustus Goetz Joe Dougherty Thomas Mack            | 8:44,8 |        |

### Repasaże 1
Zwycięzca awansował do drugiej rundy. Przegywająca osoada odpadała z rywalizacji.
| Bieg 1  | Bieg 1            | Bieg 1                                        | Bieg 1 | Bieg 1 |
| Miejsce | Narodowość        | Zawodnik                                      | Czas   | Kwal.  |
| ------- | ----------------- | --------------------------------------------- | ------ | ------ |
| 1       | Francja           | Armand Marcelle Édouard Marcelle Henri Préaux | 8:37,2 | Q      |
| 2       | Stany Zjednoczone | Augustus Goetz Joe Dougherty Thomas Mack      | 8:41,2 |        |

### Runda 2
| Bieg 1  | Bieg 1     | Bieg 1                                           | Bieg 1 | Bieg 1 |
| Miejsce | Narodowość | Zawodnik                                         | Czas   | Kwal.  |
| ------- | ---------- | ------------------------------------------------ | ------ | ------ |
| 1       | Szwajcaria | Hans Schöchlin Karl Schöchlin Hans Bourquin      | 7:46,8 | Q      |
| 2       | Włochy     | Pier Luigi Vestrini Renzo Vestrini Cesare Milani | DNF    | DNF    |
| Bieg 2  |            |                                                  |        |        |
| Miejsce | Narodowość | Zawodnik                                         | Czas   | Kwal.  |
| 1       | Francja    | Armand Marcelle Édouard Marcelle Henri Préaux    | 7:53,4 | Q      |
| 2       | Belgia     | Léon Flament François De Coninck Georges Anthony | 8:02,4 |        |

### Półfinały
Szwajcaria awansowała do finału wraz z osadą Francji. Osada Belgii zdobyła brązowy medal.
| Bieg 1  | Bieg 1     | Bieg 1                                           | Bieg 1 | Bieg 1 |
| Miejsce | Narodowość | Zawodnik                                         | Czas   | Kwal.  |
| ------- | ---------- | ------------------------------------------------ | ------ | ------ |
| 1       | Francja    | Armand Marcelle Édouard Marcelle Henri Préaux    | 7:48,2 | Q      |
| brąz    | Belgia     | Léon Flament François De Coninck Georges Anthony | 7:59,4 |        |
| Bieg 2  |            |                                                  |        |        |
| Miejsce | Narodowość | Zawodnik                                         | Czas   | Kwal.  |
| 1       | Szwajcaria | Hans Schöchlin Karl Schöchlin Hans Bourquin      | 8:02,0 | Q      |

### Finał
| Bieg 1  | Bieg 1     | Bieg 1                                        | Bieg 1 | Bieg 1 |
| Miejsce | Narodowość | Zawodnik                                      | Czas   | Kwal.  |
| ------- | ---------- | --------------------------------------------- | ------ | ------ |
| złoto   | Szwajcaria | Hans Schöchlin Karl Schöchlin Hans Bourquin   | 7:42,6 |        |
| srebro  | Francja    | Armand Marcelle Édouard Marcelle Henri Préaux | 7:48,4 |        |